# Важнова, Галина Дмитриевна
Гали́на Дми́триевна Важнова (19 января 1968, Мещерское, Чеховский район, Московская область, СССР) — российская футболистка, вратарь, футбольный тренер. Выступала за сборную России.

## Бигорафия
В 1998 году была заявлена под номером 111.
Начала играть в 20 лет в клубе СКИФ (Малаховка, Московская область), первый тренер — Сергей Анатольевич Логинов.
26 марта 1990 года стала первым вратарём в первом матче сборной СССР. В 1990 году провела в составе сборной восемь матчей, в двух матчах была капитаном команды.
10 марта 2007 сыграла в тренировочном матче составе сборной России против английского клуба
«Уотфорд» (вышла на замену во втором тайме, провела на поле 45 минут и сыграла на «ноль»). Второй матч за сборную сыграла в рамках подготовки к чемпионату Европы—2009 в благотворительном матче (4 июля 2009) против мужской команды «Росич-Старко» (вышла на замену во втором тайме и пропустила голы от: Смертина и Глинникова). Была заявлена в состав сборной на чемпионат Европы—2009, но не сыграла ни одного матча и была самым возрастным (41 год) игроком из всех участников.

## Достижения
- Чемпионка Европы по футзалу (2001)
- Чемпионка Польши (1997, 1998) и обладательница Кубка (1996, 1997, 1998)
- Чемпионка России (2005) и серебряный призёр (1992, 2004)
- Бронзовый призёр чемпионата СССР (1991)
- Обладательница Кубка России (2005)
- Финалист Итальянского кубка: 2004